# Cirrophorus aciculatus
Cirrophorus aciculatus är en ringmaskart som först beskrevs av Hartman 1957.  Cirrophorus aciculatus ingår i släktet Cirrophorus och familjen Paraonidae. Inga underarter finns listade i Catalogue of Life.